# Енканто: Світ магії
«Енканто: Світ магії» (англ. Encanto) — комп'ютерно-анімаційний музичний фентезі фільм 2021 року, відзнятий студіями «Walt Disney Animation Studios» і «Walt Disney Pictures». 60-й фільм студії Disney, знятий режисерами Байроном Говардом и Джаредом Бушом, спільно зі сценаристом Чаріз Кастро Сміт, продюсерами фільму є Кларк Спенсер та Іветт Меріно Флорес. Прем'єра мультфільму відбулася 24 листопада 2021 року.

## Синопсис
У мультфільмі йдеться про 15-річну дівчинку Мірабель Мадригал, яка народилася в магічній сім'ї. При цьому сама дівчинка магічними здібностями не володіла, і дуже про це шкодує. Події розвиваються в містечку під назвою «Енканто», яке заховане в горах Колумбії. Назва «Енканто», яка лягла і в назву мультфільму — чарівний світ, в якому відбуваються дивовижні речі. Мірабель потрібно врятувати свою сім'ю і Енканто від загибелі. Анонс фільму відбувся 10 листопада 2020 року.
Трейлер відсилає до творчості Габріеля Гарсіа Маркеса.

## Сюжет
Збройний конфлікт змушує молоду пару Педро та Альму Мадрігаль утекти зі свого рідного села в Колумбії разом із трійнею — немовлятами Хулієтою, Пепою та Бруно. Педро гине, але свіча, яку несе Альма, набуває чарівної сили: вона відлякує нападників і створює Касіту — живий дім, що розташовується в чарівному світі, оточеному горами.
П’ятдесят років потому нове село процвітає під захистом свічі, яка дарує «дар» кожному нащадку роду Мадрігаль у день їхнього п’ятого дня народження. Вони використовують свої здібності, щоб допомагати мешканцям. Бруно, якого зневажали й зробили цапом-відбувайлом за його здатність передбачати майбутнє, зник десять років тому. А молодша дочка Хулієти, Мірабель, з невідомих причин не отримала жодного дару.
На своє п’яте день народження молодший син Пепи, Антоніо, отримує здатність спілкуватися з тваринами. Під час святкування Мірабель випадково виключають з родинного фото. Вона бачить, як Касіта тріскається, а полум’я свічі тьмяніє, і повідомляє родину, але Касіта миттєво відновлюється, викликаючи сумніви у Мірабель. Тієї ночі, підслухавши, як Альма скаржиться на згасаючу магію, Мірабель вирішує врятувати Касіту самостійно.
Її старша сестра Луїса, яка володіє надлюдською силою, зізнається, що виснажена постійним тиском бути корисною і відчуває, що її сила слабшає. Вона припускає, що в кімнаті Бруно — забороненій вежі в Касіті — може бути відповідь. Мірабель знаходить печеру з уламками останнього пророцтва Бруно, зробленого з непрозумілих смарагдів. Родина застерігає її не шукати далі, але вона збирає фрагменти та бачить себе на тлі тріскаючої Касіти.
Батько Мірабель, Аґустін, випадково дізнається про її знахідку й просить тримати це в таємниці, але їх підслуховує Долорес — донька Пепи, яка має надприродний слух. Старша сестра Мірабель, Ісабела, здатна вирощувати рослини та квіти за бажанням, має заручитися з сусідом Мадрігалів Маріано Гусманом. Під час вечері, де має відбутися пропозиція, після слів Долорес про бачення Мірабель, Касіта знову починає тріскатись, а всі втрачають контроль над своїми дарами.
Мірабель слідує за щурами, що несуть уламки пророцтва, і знаходить потайний хід за портретом, де зустрічає Бруно. Він зізнається, що ніколи не покидав Касіту, але його бачення показують Мірабель як рятівницю або руйнівницю дому, тому він вирішив ізолюватися. На прохання Мірабель Бруно створює нове бачення, де вона обіймається з Ісабелою — цим посилюється полум’я свічі.
Мірабель намагається помиритися з Ісабелою, яка зізнається, що втомлена від ідеального образу й не хоче виходити за Маріано. Мірабель допомагає їй вільно користуватися своїми силами, і вони обіймаються. Альма приходить і звинувачує Мірабель у руйнуванні родини через заздрість до інших. У відповідь Мірабель заявляє, що справжня причина загибелі Касіти — це надмірні очікування та контроль Альми. Під час суперечки Касіта руйнується, а свіча згасає, залишаючи Мадрігалів без дарів. Мірабель, приголомшена, тікає.
Альма знаходить її біля річки, де загинув Педро та де виникло диво. Вона усвідомлює, що її одержимість магією засліпила її до проблем у родині. Вона кається, мириться з Мірабель і возз’єднується з Бруно. Всі разом вони повертаються в село, де родина й мешканці об’єднуються, щоб відбудувати Касіту. Дари повертаються, Касіта оживає, і Мадрігали святкують, роблячи нове родинне фото — цього разу з Мірабель і Бруно.

## Ролі озвучували
| Персонаж        | Оригінал                                                                      | Український дубляж                                                 |
| --------------- | ----------------------------------------------------------------------------- | ------------------------------------------------------------------ |
| Мірабель        | Стефані Беатріс Ноемі Хосефіна Флорес (мала)                                  | Антоніна Хижняк Олена Карась (вокал) Кіра Подольська (мала)        |
| Абуела Альма    | Марія Сесілія Ботеро Ольга Мередіз (вокал)                                    | Надія Кондратовська                                                |
| Бруно           | Джон Легвізамо                                                                | Микола Данилюк                                                     |
| Ісабела         | Діана Герреро                                                                 | Ірина Бояркіна                                                     |
| Луїса           | Джессіка Дарроу                                                               | Вікторія Білан-Ращук                                               |
| Джульєта        | Енджі Сепеда                                                                  | Олена Узлюк                                                        |
| Аґустин         | Вілмер Вальдеррама                                                            | Юрій Кудрявець                                                     |
| Пепа            | Кароліна Гайтан                                                               | Ірина Ткаленко Валентина Лонська (вокал)                           |
| Фелікс          | Мауро Кастильо                                                                | Артем Мартинішин Сергій Юрченко (вокал)                            |
| Долорес         | Адасса                                                                        | Катерина Качан                                                     |
| Каміло          | Рензі Феліз                                                                   | Дмитро Гаврилов, Андрій Бойко(вокал)                               |
| Антоніо         | Раві Кабот-Коньєрс                                                            | Мілош Лучанко                                                      |
| Тукан           | Алан Тьюдік                                                                   | Еммануель Кюртіль                                                  |
| Маріано         | Малума                                                                        | Едуард Кіхтенко                                                    |
| Сеньйора Гусман | Роуз Портильо                                                                 | Тетяна Антонова                                                    |
| Освальдо        | Хуан Кастано                                                                  | Михайло Кришталь                                                   |
| Сеньйора Осма   | Сара-Ніколь Роблес                                                            | Вікторія Хмельницька                                               |
| Старий Артуро   | Гектор Еліас                                                                  | Сергій Бойко                                                       |
| Маестро         | Хорхе Е. Руїс Кано                                                            | Володимир Гурін                                                    |
| Місцеві діти    | Алісса Белла Кандіані Пейслі Дей Еррера Бруклін Скайлар Родрігез Езра Рудульф | Валерія Мялковська Джемма Булаковська Рінат Фомічов Дарій Канівець |

## Створення мультфільму

### Розробка
В листопаді 2016 року Міранда розповів, що Джон Ласетер, тодішній головний креативний директор «Walt Disney Animation Studios», запропонував ідею анімаційного проєкту. Міранда сказав, що робота над проєктом почалась, але знаходиться на ранній стадії виробництва.
29 січня 2020 року стало відомо, що студія розробляє анімаційний фільм про сім'ю латиноамериканців. Також, названі імена режисерів, продюсерів и сценаристів.
18 червня 2020 року було об'явлена ймовірна назва мультфільму «Енканто». Також, було підтверджено, що проєкт є фільмом, про який Міранда говорив ще у 2016 році, і, як повідомлялося, він був про дівчинку з чарівної сім'ї. Хоча в початкових повідомленнях говорилось, що дія фільму буде відбуватись у Бразилії, 22 червня Міранда заявив, що насправді дія фільму буде відбуватись у Колумбії. Того ж дня було об'явлено, що Кастро Сміт буде продюсером фільму, а також і співавтором сценарію.
10 грудня 2020 року проєкт був офіційно підтверджений на зустрічі в день інвесторів Disney, де був показаний відеокліп, а реліз був оголошено восени 2021 року.

### Саундтрек
В червні 2020 року Міранда розпочав написання саундтреку до фільму, в який ввійдуть вісім оригінальних пісень іспанською та англійською мовами. 8 вересня 2021 року співавтор пісень «Таємниці Коко», Джермайн Франко, почала писати музику до фільму.

## Випуск

### Театральний випуск
Дата виходу мультфільму «Енканто» зазначена 24 листопада 2021 року.
«Енканто» вийшов на Disney+ 24 грудня 2021 року, через 30 днів після театрального випуску, через пандемію.